# Джексон, Чарльз Томас
Чарльз Томас Джексон (англ. Charles Thomas Jackson; 21 июня 1805 — 28 августа 1880) — американский врач и учёный, который занимался медициной, химией, минералогией и геологией.

## Биография
Он родился в Плимуте, штат Массачусетс, в известной семье Новой Англии, был шурином Ральфа Уолдо Эмерсона и выпускником Гарвардской медицинской школы в 1829 году, где он получил премию Бойлстона за свою диссертацию. Во время учёбы в Гарварде он вместе со своим другом Фрэнсисом Алджером из Бостона провёл геологическое исследование Новой Шотландии, что помогло ему все больше направить его интересы в сторону геологии. В 1829 году он отправился в Европу, где в течение нескольких лет изучал медицину и геологию и познакомился с выдающимися европейскими учёными и врачами.
По возвращении в Соединённые Штаты он играл активную роль в движении геологической разведки нового штата, последовательно выполняя между 1836 и 1844 годами должность государственного геолога штата Мэн, Род-Айленд и Нью-Гэмпшир. В 1844-45 гг. Он был консультантом по горным работам в компании Lake Superior Copper, одной из первых компаний, пытавшихся добыть самородные месторождения меди на полуострове Кевино в Мичигане на озере Верхнее.
В 1847 году Джексон был назначен геологом Соединённых Штатов в районе озера Верхнее, которое вскоре должно было стать одним из основных регионов мира по производству меди. Его руководство этим опросом оказалось катастрофой, и он был уволен со своей должности, а завершение опроса было передано его помощникам Джону Уэллсу Фостеру и Джозии Дуайту Уитни.
Джексона особенно помнят за его участие в ряде зачастую ожесточённых конфликтов приоритетов, которые оставили свой след в научных и социальных сценах его времени. Они следовали стандартному шаблону: кто-то объявлял об открытии, затем Джексон заявлял о своём предыдущем открытии, и начинался спор. Среди них были конфликты по поводу открытия Нитроцеллюлозы (Кристиан Фридрих Шёнбейн), телеграфа (Сэмюэль Ф. Б. Морс), пищеварения (Уильям Бомонт) и анестезирующего действия эфира (Уильям Т. Г. Мортон).
Джексон также сделал аналогичную заявку на приоритет (1849 г.) в связи с открытием того факта, что необычные месторождения самородной меди в озере Верхнее, вопреки всем предыдущим геологическим ожиданиям, могут быть успешно добыты, хотя в то время было общепризнано, что это открытие принадлежит недавно умершему Дугласу Хоутону, первому государственному геологу штата Мичиган. В данном случае, однако, исторические свидетельства действительно указывают на то, что заявление Джексона о самом себе было обоснованным, и его минералогические идеи значительно опережали его современники, включая Хоутона.
К 1873 году Джексон заболел психическим заболеванием, либо из-за припадка, либо из-за маниакального приступа, увидев надгробие Мортона, и провёл остаток своей жизни в приюте Маклина, Сомервилль, Массачусетс, где и умер 28 августа 1880 года. Он похоронен на кладбище Маунт-Оберн в Кембридже, штат Массачусетс, как и один из его соперников, доктор Уильям Т. Г. Мортон.